# Miklós Vámos
Miklós Vámos (n. 29 ianuarie 1950, Budapesta, Ungaria) este un scriitor, dramaturg, scenarist, director editură maghiar.
Operele cele mai apreciate de publicul cititor sunt următoarele:   
- Zenga zének (Răsună cântecul)
- A New York–Budapest metró (Metroul New York–Budapesta)
- Anya csak egy van(Mamă este doar una)
- Apák könyve (Cartea taților).

Pagină oficială web: www.vamosmiklos.hu